# Bò Brahman

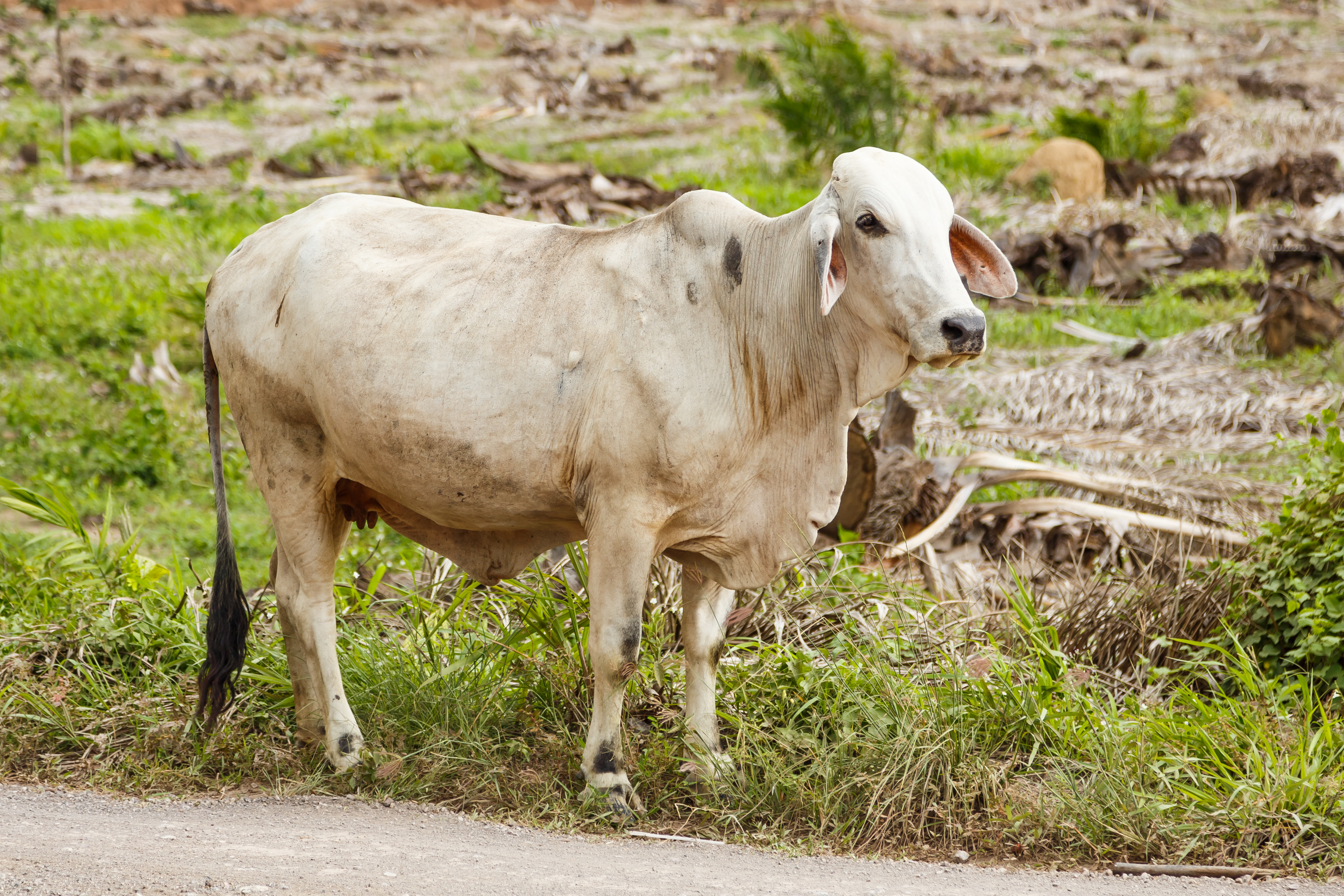

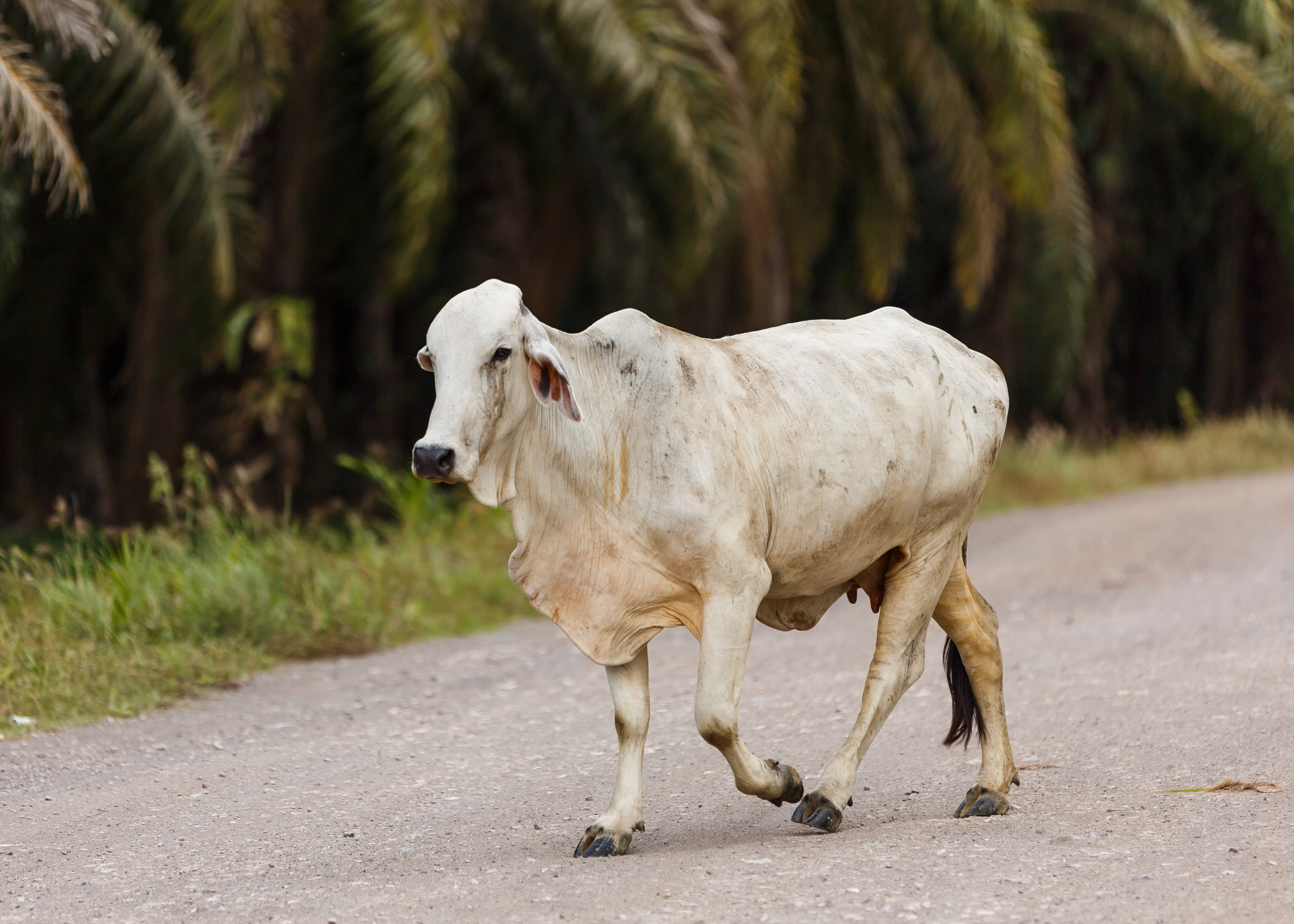
Bò Brahman

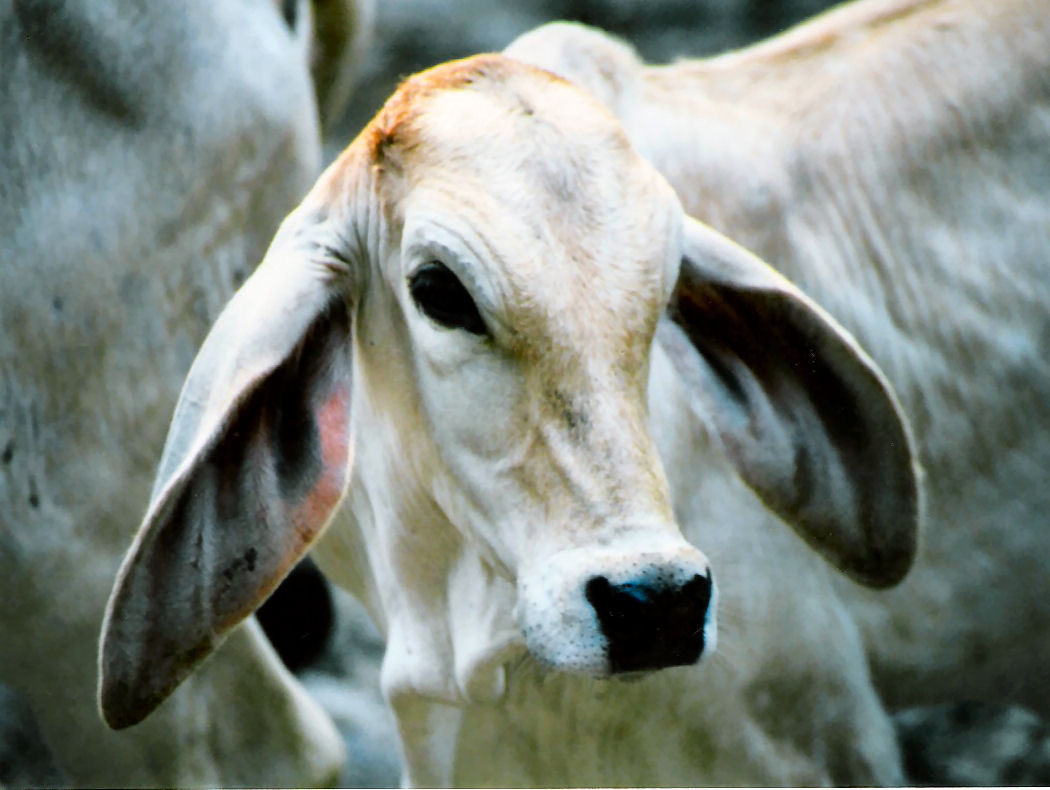
Bò Brahman trắng

Bò Braman là một loại bò thịt thuộc giống bò Zebu có nguồn gốc từ Ấn Độ (Bos primigenius indicus). Bò được đặt tên theo vị thần Bà La Môn tôn kính của tôn giáo Ấn Độ. Đây là loại bò thịt nhiệt đới, được nuôi rộng rãi ở các nước nhiệt đới và cận nhiệt đới trong đó có Việt Nam. Ở Úc, người dân nuôi bò Brahman màu trắng là chủ yếu để sản xuất thịt bò, còn nuôi Brahman màu đỏ chủ yếu để xuất cho các nước Châu Á do các nước này chuộng màu đỏ hơn. Bò Brahman nổi tiếng là giống bò thịt nhiệt đới, được nuôi rộng rãi ở các nước nhiệt đới và cận nhiệt đới. Giống Brahman Mỹ nổi tiếng trên thế giới hiện nay được tạo thành từ những giống bò Guzerat, bò Nerole, bò Gyr và bò Krishna Velley vào cuối thế kỉ 19 đầu thế kỉ 20.

## Đặc điểm
Bò Brahman có màu lông thay đổi, nhưng trội hơn cả là màu trắng ghi đến trắng xám (Brahman trắng) và màu đỏ sáng (Brahman đỏ). Bò có màu lông trắng xám hoặc trắng pha lấm tấm. Là giống lớn con, ngoại hình đẹp, chắc, khỏe, thân dài, lưng thẳng, tai to, u, yếm phát triển. Bò có ngoại hình thể chất chắc, khoẻ mạnh, hệ cơ phát triển, u vai phát triển, tai to và cụp xuống. Chúng có đặc điểm của giống bò indicus là có u cao, yếm thõng, da mềm, thịt săn và tai to dài cụp xuống. Đặc điểm sản xuất thịt vượt trội so với các giống bò có u khác. Khối lượng trưởng thành của bò cái 380 kg, bò đực 600–650 kg. Bò cái trưởng thành đạt 450–500 kg, bò đực 800–900 kg (có nhiều bò đực giống nặng trên 1.000 kg). Tuy nhiên năng suất sữa thấp cỡ khoảng 600–700 kg/chu kỳ. Khối lượng bê sơ sinh 23–24 kg. Tỷ lệ xẻ thịt đạt đến 52,5%-55%.
Ngoài những con bò Brahman màu trắng, người ta cũng đã chọn lọc được các dòng bò Bradman màu đỏ.Màu sắc chủ yếu là trắng, xám nhạt, đỏ, đen hoặc trắng đốm đen, đực trưởng thành màu lông sậm hơn con cái. Lông cổ, vai, đùi, hông sậm màu hơn các vùng khác. Bò Brahman có thể lực tốt, thích nghi cao với điều kiện nhiệt đới, khô hạn. Khả năng sinh sản, sản xuất vẫn duy trì ở nhiệt độ cao, thời tiết khắc nghiệt cũng như vùng đồng cỏ khô hạn khi mà các giống bò khác bị giảm năng suất. Việc đầu tư chăm sóc ở mức tôí thiểu. Giống bò Barahman đỏ có trọng lượng gần 1 tấn/con trưởng thành, giá trị kinh tế cao hơn bò vàng song thời gian sinh trưởng lại như nhau
Ưu điểm nổi bật của giống này là năng suất thịt cao hơn hẳn các giống bò có u khác, thích nghi tốt với khí hậu nhiệt đới nóng ẩm, có khả năng sử dụng thức ăn thô tốt và chịu gặm cỏ. Bò cái mắn đẻ, tuổi thọ cao, sanh đẻ dễ và rất ham con. Trọng lượng bê brahman sơ sinh: 20 – 30 kg. Trọng lượng 6 tháng tuổi: 120 – 150 kg. Bò Brahman đực trưởng thành: 700 – 1000 kg. Bò Brahman cái trưởng thành: 450 – 600 kg. Tốc độ tăng trưởng nhanh: 650 – 800 gram/ngày. Giai đoạn vỗ béo bò Brahman tăng trưởng: 1200 – 1500 gram/ngày. Khoảng cách giữa 2 lần đẻ: 12 – 14 tháng. Bò Brahman Động đực lần đầu: 15 -18 tháng tuổi. Tính mắn đẻ, bò Brahman dễ đẻ, lành tính, nuôi con giỏi. Bò Brahman Kháng ve, ký sinh trùng đường máu, không mắc các bệnh về mắt, móng.

## Lai tạo

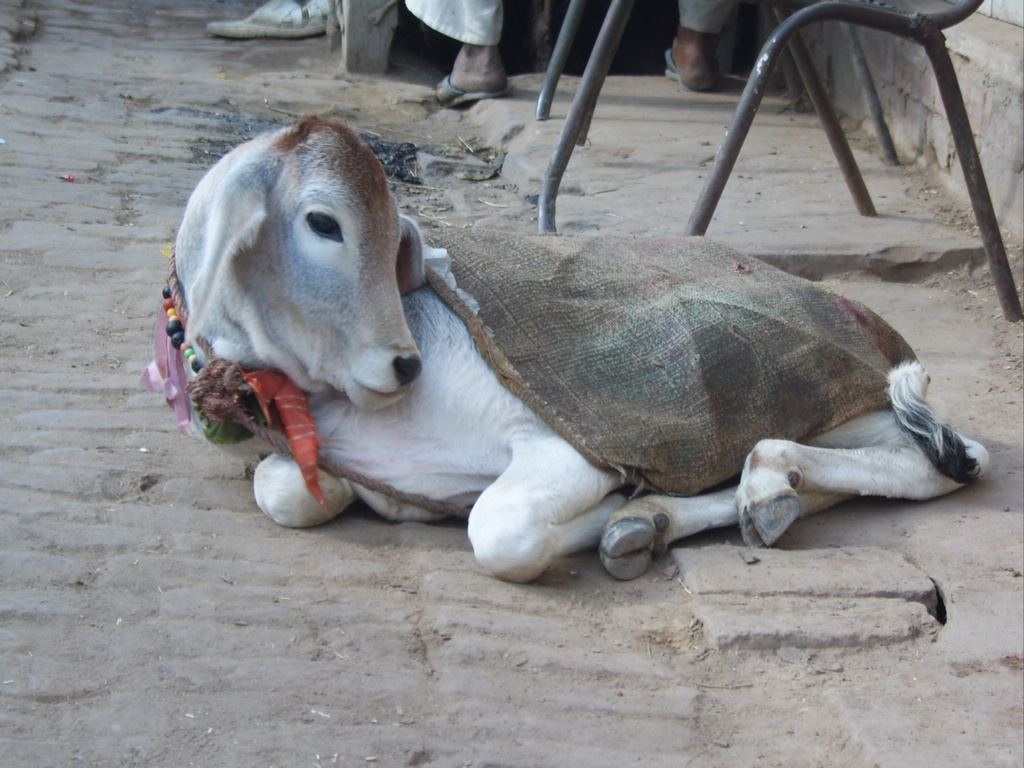
Bò trong nghi lễ tôn giáo

Nhược điểm của giống này là hiệu quả sinh sản chưa cao, bò cái tơ có tuổi phối giống lần đầu muộn (trên 24 tháng), khoảng cách lứa đẻ 15-17 tháng/lứa. So với các giống bò chuyên thịt ôn đới thì vóc dáng còn cao, chất lượng thịt cũng chưa cao do thớ thịt còn thô và mùi vị chưa chưa thơm bằng bò thịt ôn đới. Bò lai Brahman là kết quả lai kinh tế giữa đực giống bò Brahman với bò cái lai Sind để tạo đàn bò lai F1 nuôi lấy thịt. Đây là phẩm giống có tỷ lệ thịt xẻ cao. Bê lai Brahman có đặc điểm nổi trội là trán dô, tai cúp, lớn nhanh. Khối lượng bê sơ sinh 18 – 22 kg, ở 3 tháng tuổi đã đạt trọng lượng trên 80 kg, 5 – 6 tháng tuổi đạt từ 120 – 150 kg/con
So với bê lai Sind thì bê lai Brahman có trọng lượng lớn hơn và lớn nhanh hơn. Tỷ lệ thịt xẻ 51 – 53 %, tỷ lệ thịt tinh 40%. Nếu giống bò Sahiwal được dùng làm nền cho lai tạo bò sữa thì giống Brahman được sử dụng phổ biến để lai tạo bò thịt. Các giống bò thịt nổi tiếng như Santa Gertrudis, Brangus, Braford, Beefmaster, Droughtmaster… đều có máu bò Brahman từ 3/8 đến 5/8. Bò cái Brahman cũng có thể làm nền lai tạo bò sữa. Con lai 50% Brahman và 50% HF cho năng suất sữa trên 5.000 kg trong một chu kì 305 ngày trong điều kiện chăm sóc tốt tại Trung Mỹ. Còn có những con bò Úc giống Brahman to lớn da bóng mượt, màu vàng đen

## Du nhập

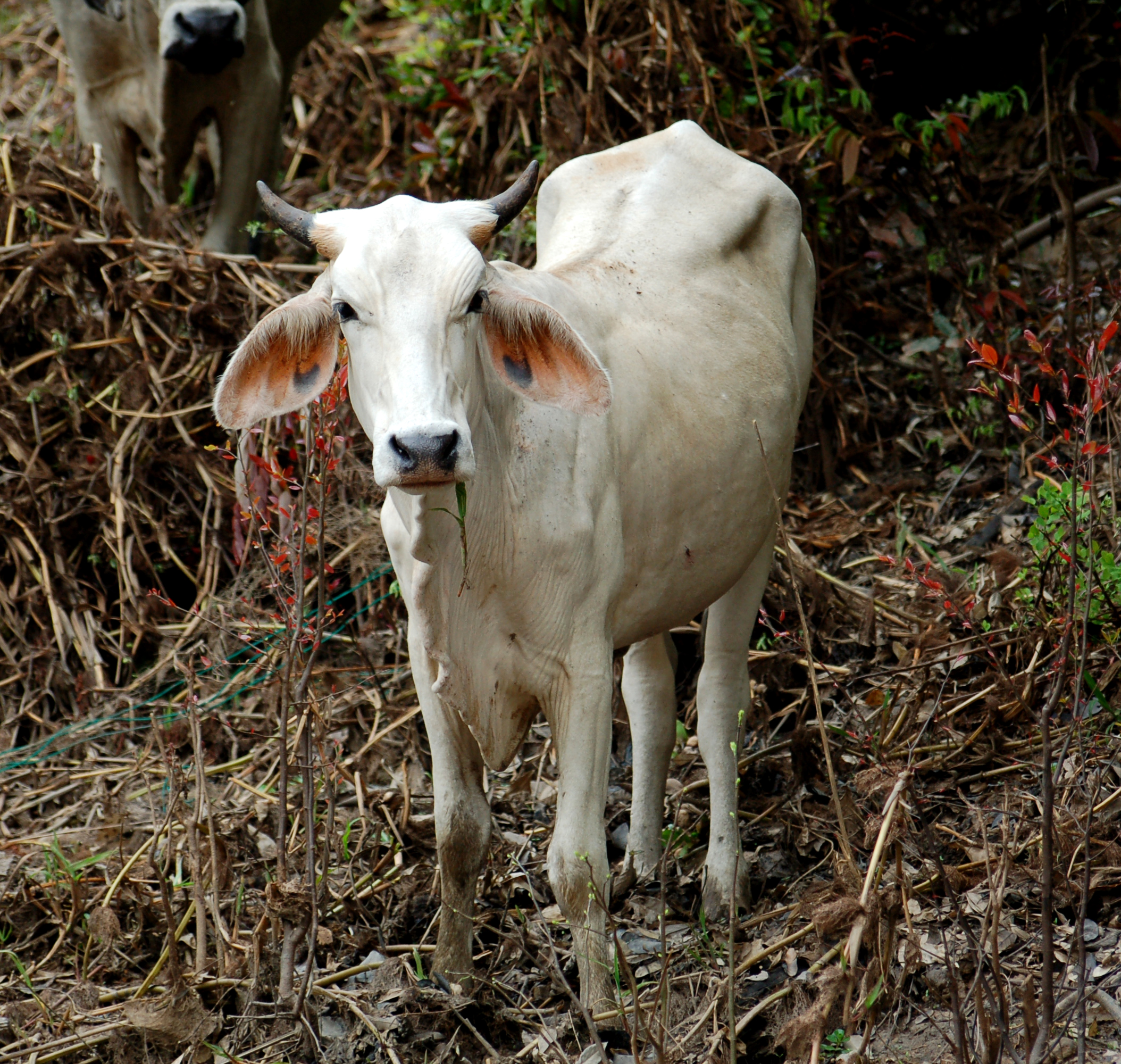
Bò Brahman ở Brazil

Giống này đã được giới thiệu ở 63 nước trên thế giới. Các giống bò Brahman của Úc, Cu Ba, Brazil đều có nguồn gốc từ bò Brahman của Mỹ. Năm 1997, Việt Nam nhập bò Brahman trắng từ Cu Ba về nuôi ở Phùng Thượng (Ninh Bình) sau đó chuyển vào An Nhơn (Bình Định) và trại An Phú (Củ Chi, Thành phố Hồ Chí Minh). Năm 2003-2004 một số tỉnh phía Nam và Tuyên Quang có nhập bò Brahman trắng từ úc về nuôi. Kết quả ban đầu cho thấy bò dễ nuôi, thích hợp với phương thức nuôi tập trung bán thâm canh cũng như nuôi nhỏ tại các nông hộ. Có thể nhân thuần giống này với mục đích sản xuất thịt bò chất lượng cao.
Tại trại An Phú (Củ Chi,) bò được nuôi chăn thả theo đàn có bổ sung thêm thức ăn tại chuồng. Khối lượng trung bình bê cái Brahman 6 tháng tuổi đạt 128,8 kg (n=56), khối lượng này thấp hơn so khối lượng bê cai sữa ở An Nhơn (137 kg). Giai đoạn sau cai sữa, bê ở An Phú đạt tăng trọng cao hơn so với bê nuôi ở nông hộ An Nhơn, đạt 223 kg lúc 12 tháng tuổi (n=19) và 280,2 kg lúc 18 tháng tuổi (n=9). Khối lượng này tương đương với khối lượng bê cái Brahman nuôi trong trại An Nhơn. Từ kết quả nuôi dưỡng tại An Nhơn (Bình Định) và An Phú cho thấy, trong điều kiện chăm sóc nuôi dưỡng tốt bê Brahman trắng có thể đạt tăng trưởng trên 650g/ngày giai đoạn từ 0-6 tháng tuổi, trên 400 g/ngày giai đoạn 6-12 tháng tuổi. Tăng trọng bình quân trong suốt giai đoạn từ sơ sinh đến 18 tháng tuổi bê cái đạt trên 450 g/ngày. Tăng trọng này tương đương với con lai F1 50% máu bò chuyên dụng thịt châu Âu.
Một sự việc hy hữu xảy ra khi một Công ty ở huyện Bình Chánh, TP HCM nhập một lô bò thuần chủng gồm 376 con bò cái giống Brahman của Công ty Gia súc Bắc Úc (Úc) cập cảng Gò Dầu (Đồng Nai), hai tháng sau công ty bất ngờ nhận được thông báo hồ sơ xác nhận bò giống thuần chủng không hợp lệ. Do đó công ty phải chịu mức thuế 5%, tương ứng với số tiền phải nộp là hơn 432 triệu đồng, thay vì được miễn thuế. Chi cục đã gửi mẫu lý lịch giống bò Brahman của Úc do công ty cung cấp cho các cơ quan chức năng kiểm tra xem có đầy đủ thông tin hay không rồi mới áp thuế. Mỗi con bò cái giống thuần chủng nhập về có giá 1.025 USD/con (tương ứng 22 triệu đồng), cao hơn giá bò thịt (khoảng 18 triệu đồng). Tổng số tiền 376 con bò cái giống nhập về của công ty là hơn 8 tỷ đồng.
Căn cứ vào ý kiến của Cục Chăn nuôi thuộc Bộ NN&PTNT cho thấy nội dung giấy xác nhận lý lịch cá thể bò giống (bản bằng tiếng Anh) của công ty cung cấp còn thiếu một số thông tin như tính biệt, màu sắc, số hiệu đàn bò. Ngoài ra trong mẫu chứng nhận ghi sai tên giống bò Brahman, ngôn ngữ tiếng Anh viết sai lỗi chính tả. Vì vậy, giấy xác nhận lý lịch cá thể giống của công ty không đủ xác định được cá thể bò là bò thuần chủng để nhân giống. Do đó công ty phải chịu mức thuế như trên. Đây là lỗi ghi sai tên giống, sai chính tả có thể do sơ suất ở khâu đánh máy của phía Hiệp hội Giống bò Brahman Úc, vì trong hợp đồng ghi rõ hàng nhập khẩu là bò giống Brahman nên công ty tin tưởng. Còn giấy chứng nhận lý lịch giống là thẩm quyền của hiệp hội giống bò của nước xuất khẩu cấp và chịu trách nhiệm về chất lượng con giống.
Ở Đắc Nông, đầu năm 2012, từ chương trình cải tạo chất lượng đàn bò ở địa phương, một số người dân được hỗ trợ bốn con bò cái nền và một con bò đực giống Brahman đỏ. Nhờ đó, gia đình ông đã mở ra hướng chăn nuôi quy mô lớn và hiệu quả. Từ vài con ban đầu, đến nay, đàn bò của nhiều gia đình đã tăng lên 36 con, trong đó chủ yếu là bò lai với thể trạng vượt trội so với bò địa phương. Việc mở rộng mô hình chăn nuôi bò đã tạo việc làm cho các thành viên trong gia đình, nhất là những lúc chưa tới mùa vụ, còn bổ sung thêm thức ăn tinh cho bò đực giống và bò cái mang thai nên đàn bò của gia đình luôn phát triển khỏe mạnh.
Huyện Hải Lăng (Quảng Trị) đang thay dần đàn bò vàng địa phương bằng giống bò Barahman đỏ, trọng lượng gần 1 tấn/con trưởng thành, giá trị kinh tế cao hơn song thời gian sinh trưởng như nhau. trong kế hoạch phát triển đàn bò giai đoạn 2013-2015, Hải Lăng tập trung thụ tinh nhân tạo giống bò Brahman đỏ trên nền bò cái hiện có là Brahman đỏ và lai sind. Ngoài ra, còn thử nghiệm các giống Drouhtmaster, Charolais, Brahman trắng để rút kinh nghiệm trong chăn nuôi bò giống ngoại, giống bò Brahman đỏ của Thái Lan, rất phù hợp với khí hậu ở Quảng Trị. Giống bò này có ưu điểm tầm vóc lớn, khi trưởng thành có con nặng gần 1 tấn, bò tăng trưởng nhanh, chất lượng thịt rất tốt. Đây là những giống bò ưu việt mà Thái Lan đã nhập về phát triển chăn nuôi từ những năm đầu thế kỷ 20
Tại vùng thị trấn Nà Phặc, huyện Ngân Sơn, ngay sau khi tiếp nhận đàn bò Brahman 45 con, trong đó có 40 con bò cái sinh sản và năm con bò đực để phối giống, tỉnh Bắc Cạn giao cho một Công ty nuôi, đàn bò tràn đầy sinh lực ngày được đưa lên để nuôi tại đây đi phăm phăm. Những ngày đầu, nhìn đàn bò con nào cũng khoẻ mạnh, béo tốt, lông mượt, mỡ màng. Khi đàn bò được đưa lên Pác Ả không bao lâu đã có 12 con bò cái (phối giống trước khi đưa về tỉnh) đẻ ra 12 con bê có tầm vóc cao lớn, đàn bò này và những con bò được sinh ra hằng năm sẽ là những con giống để phối với bò địa phương nhằm tạo ra con lai. Mỗi con bò Brahman nhập từ Ấn Độ có giá trị hơn 20 triệu đồng, cả đàn có giá tiền tỷ ấy ban đầu tỏ ra thích nghi với khu vực Pác Ả.
Ban đầu đàn bò ăn khoẻ, bê con chóng lớn nên ai cũng mừng. Nhưng sau đó đàn bò xuống mã từng ngày, đến tháng 12- 2008 (sau một tháng tiếp nhận) có hai con bò cái bỏ ăn, chảy nước mũi, mặc dù đã được chữa trị, nhưng mười ngày sau thì lăn ra chết. Cán bộ thú y huyện Ngân Sơn nghi hai con bò chết là do bị bệnh tụ huyết trùng và ung khí thán. Mặc dù những con còn lại đã được tiêm phòng, nhưng đến tháng 5- 2010 có thêm tổng cộng 12 con chết, trong đó có bốn con bê. Sau hơn một năm, cả đàn giờ chỉ còn lại 35 con và tám con bê được sinh ra sau ngày bò mẹ được đưa về đây, con nào cũng gày còm, lộ rõ bộ xương sườn, đít nhọn, bụng tóp, đi lại dúm dó, khó nhọc. Hiện nay thể trạng đàn bò là rất gày yếu. Nguyên nhân chủ yếu làm cho 14 con bò đã chết là do khí hậu không phù hợp, mùa đông rét đậm, rét hại, sương muối; bãi chăn thả dốc nên đàn bò không thích nghi.

## Đấu bò

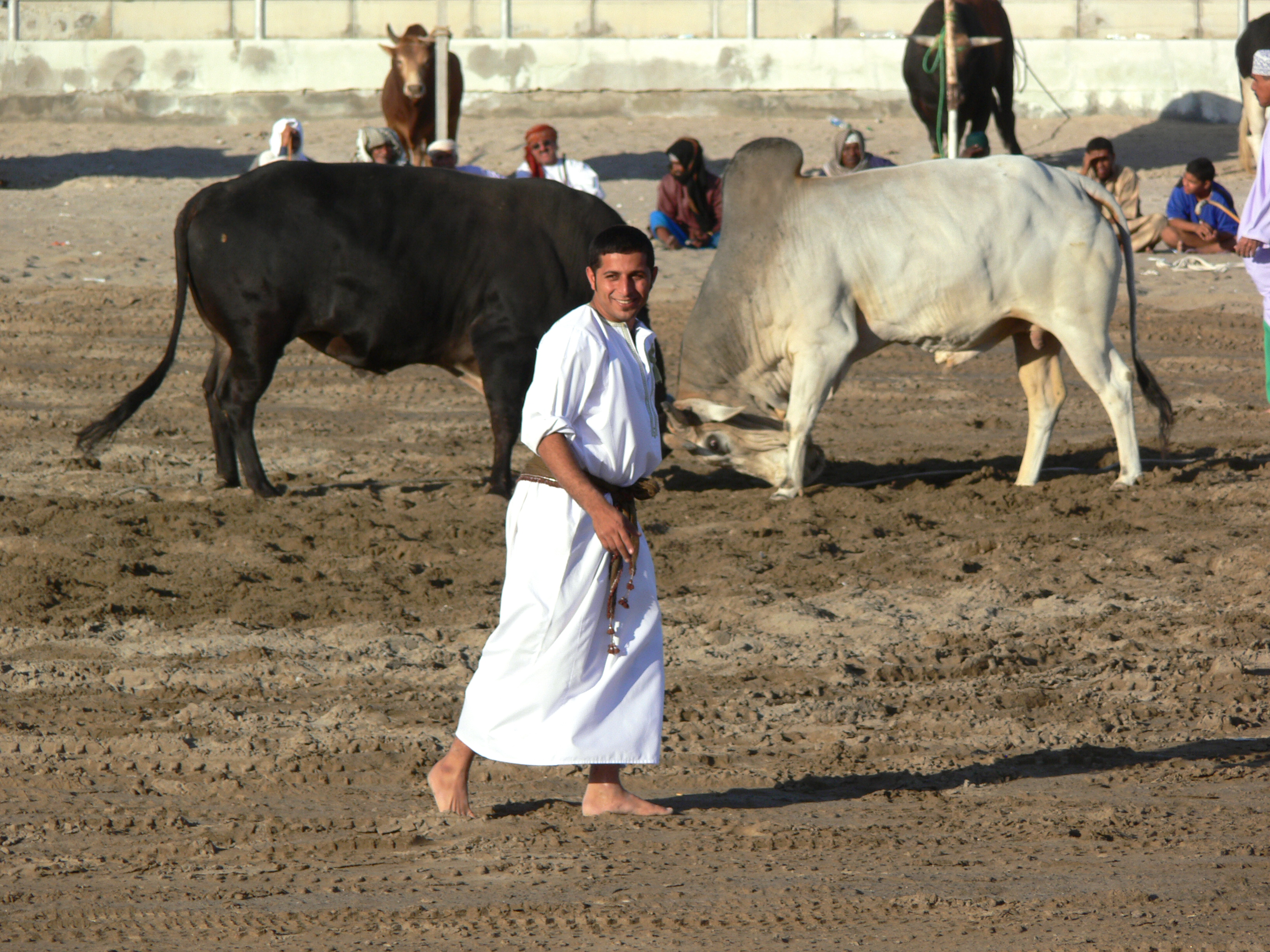
Đấu bò ở Oman

Bò Brahman còn là nhân vật chính trong Lễ hội Đấu Bò Ở Fujairah một nét Văn Hóa Của Người Ả Rập. Lễ hội đấu bò ở Fujairah từ lâu đã trở thành một truyền thống không thể thiếu trong văn hóa của người Ả Rập. Lễ hội đấu bò tại các tiểu vương quốc Ả Rập, với những đặc trưng và nhiều nét khác biệt. Trước khi cuộc chiến bắt đầu, sẽ có một thông báo lớn từ phía trung tâm đấu trường giúp các “chiến binh” biết mình thi đấu ở đâu. Các đấu sĩ là những con bò Brahman lưng có bướu, sừng cong và lớn. Chúng thuộc giống bò u (Zebu), có nguồn gốc từ Ấn Độ. Bề ngoài trông chúng có vẻ đáng sợ song không giống như bò tót thường thấy ở Tây Ban Nha, đây là những con vật cực kỳ điềm tĩnh.
Người xem tập trung quanh những “sới” đấu bò rải cát bụi. Trên “sàn đấu”, những con bò mộng to lớn và nặng trên cả tấn “húc” nhau kịch liệt, chúng đến đây đem theo cả danh dự của chủ nhân mình. Những người chủ nhân đăm chiêu, nhả thuốc đều đặn, dõi theo con bò “cưng” của mình thi đấu. Tất cả chúng dù thắng hay thua đều không bị giết chết ngay song một thất bại cũng đồng nghĩa với sự kết thúc không lâu sau đó. Các giải lễ hội đấu bò có những quy định rất chặt chẽ: các con bò không nằm cùng nhánh đấu sẽ không được phép tấn công nhau. Trong trường hợp hai con bò đánh nhau quá “hăng”, những người bảo vệ sẽ sử dụng dây buộc cổ và sừng để tách chúng ra, tránh đổ máu. Chỉ một cú húc sừng của đấu sĩ bò ở đây cũng đủ kết liễu sinh mạng của người đàn ông trưởng thành.
Tuy nhiên, sự nguy hiểm đó đôi khi lại tạo cho khán giả ưa mạo hiểm một niềm thích thú, kích thích trí tò mò của họ. Cuộc chiến bắt đầu khi hai con thú to lớn lao vào nhau trong một cú đọ sừng, làm rung chuyển đấu trường. Thông thường, một trận đấu bò thường diễn ra trong vài phút. Giống như một trận giao đấu sumo, con bò nào đẩy được đối thủ lùi xa trung tâm sẽ là người chiến thắng.Ở lễ hội đấu bò, xung quanh đấu trường không có rào ngăn cách. Việc chọn chỗ ngồi của những người xem vì thế khá thú vị ngồi đất, đứng, thậm chí ngồi trong xe ô tô thưởng thức đều được. Để đảm bảo an toàn cho những khán giả, một người đàn ông dũng cảm với cây gậy là người trực tiếp lại gần lũ bò, cố gắng làm sao cho chúng không lại gần và gây nguy hiểm cho người xem.